# کورنو
کورنو (به ایتالیایی: Curno) یک کومونه در ایتالیا است که در استان برگامو واقع شده‌است.

## خصوصیات
کورنو ۴٫۶۲ کیلومترمربع مساحت و ۷٬۵۹۰ نفر جمعیت دارد و ۲۳۹ متر بالاتر از سطح دریا واقع شده‌است.